# Aléxandros Mavrokordatos
Aléxandros Mavrokordatos (en grec: Αλέξανδρος Μαυροκορδάτος) (Constantinoble, Imperi Otomà, 11 de febrer de 1791 - Illa d'Egina, Grècia, 18 d'agost de 1865) fou un polític grec, membre de la família de fanariotes Mavrokordatos.
El 1812, se'n va anar a la cort del seu oncle Jean Georges Caradja, governant de Valàquia, amb qui va passar a l'exili a Àustria i Itàlia (1818), on va estudiar a la Universitat de Pàdua.
Mavrokordatos vivia amb el poeta Percy Bysshe Shelley i la seva dona Mary Shelley a Pisa quan va començar la revolució, i quan va saber parlar de la revolució, va comprar subministraments i un vaixell a Marsella i després va salpar cap a Grècia. Va ser un dels principals activistes que intentaven establir un govern regular, i la riquesa, l'educació de Mavrokordhatos i la seva experiència com a oficial otomà governant Valàquia van portar a molts creure en ell com a líder.
A la part occidental de la Grècia Central en novembre de 1821 fou convocada una assemblea sota el seu lideratge que van adoptar un estatut local, la Carta de la Grècia continental occidental, que preveien la creació de d'un òrgan administratiu local, que va ser reconegut per l'Assemblea Nacional d'Epidaure, juntament amb els homòlegs del Peloponès i de la part oriental de la Grècia Central, i el gener de 1822 va ser escollit per l'Assemblea com a «President de la Junta». Va ordenar durant aquest mateix any l'avançament dels grecs a l'oest de Grècia central on va patir una greu derrota a la batalla de Peta a la regió de l'Epir el 16 de juliol, però es va recuperar i va tenir una reeixida resistència al Primer Setge de Missolonghi entre el novembre de 1822 i el gener de 1823.
Va ser Primer Ministre de Grècia quatre vegades entre 1833 i 1855.